# Microledrella minuta
Microledrella minuta är en insektsart som beskrevs av Evans 1969. Microledrella minuta ingår i släktet Microledrella och familjen dvärgstritar. Inga underarter finns listade i Catalogue of Life.